# 蘇玉華
蘇玉華（英語：Louisa So Yuk Wa，1968年1月16日—），暱稱阿蘇、阿Sa，香港舞台劇、電視劇演員（前無綫電視部頭合約女藝員）、配音及節目主持。丈夫為演員潘燦良。

## 早年生活
蘇玉華有二姊一兄二弟，父母為工廠工人。她早年在香港島南區石排灣邨2座成長，曾就讀於石排灣聖伯多祿小學（1980年小六）、何東女子工業中學（1985年中五；1987年中七）。在校時是校內的領袖生隊長，亦是聖約翰救傷隊、地理學會、公益少年團、排球隊及舞蹈學會成員，讀書成績優良。預科畢業後本來有意報讀大學的地理學系，卻因不被取錄而放棄升學計劃。未幾與同學到尖沙咀喜來登酒店參觀一個空中小姐暑期招募展覽會期間被即時取錄為空中小姐。結果在國泰航空當了空中小姐九個月後，由於自覺空中服務員的工作不適合她的性格，加上一位小學同學已經入讀香港演藝學院，令她對該校產生興趣，遂以在職人士身份報讀香港演藝學院，並在1991年畢業和加入香港話劇團兩年多。其丈夫潘燦良是她在讀香港演藝學院的同屆同學。而其演出經驗可追溯至小學時期參加學校的話劇與校外的朗誦比賽。

## 事業發展
1989年，蘇玉華開始參演舞台劇，對於還是新人的她，幸獲資深演員鍾景輝教導。在《油脂》中有出色演出的蘇玉華在後期獲得不少參演舞台劇的機會。1994年演出電影《我和春天有個約會》時，由於表現出色，令人留下深刻印象，因而獲無綫電視邀請加盟。加入無綫後，憑著首部參演的電視劇集《親恩情未了》裡的「阮淑娟」漸露頭角。同年在《刑事偵緝檔案》裡飾演「容金枝（阿枝）」一角，更是她首度擔任第二女主角的代表作。1990年代之後，蘇玉華演出舞台劇的機會不斷增加，但沒有影響她在電視劇中的演出。其入行以來首個戲劇獎項是1993年憑《蝦碌戲班》獲得的第二屆香港舞台劇獎「最佳女配角 (喜劇/ 鬧劇)」獎。及後於1994年，她與資深舞台劇演員羅冠蘭、劉雅麗、馮蔚蘅合演電影版本《我和春天有個約會》，贏來不少迴響。往後在《播音情人》、《南海十三郎》都有出色的表現 ；其中舞台劇版的《我和春天有個約會》和《南海十三郎》均演出超過一百場，成績斐然。
在1990年代後期，蘇在《外父唔怕做》、《反黑先鋒》、《茶是故鄉濃》、《婚前昏後》、《大囍之家》都有不俗的表現，部分劇集都以第二或第三女主角身份出場。2001年在《錦繡良緣》中飾演賢妻良母「周夢嫻」的古裝造型更被一些網民封為「古裝美女」、「一代美人」。縱使忙於電視拍攝，蘇仍不忘分配時間於舞台的發展, 及至2003年再得到入行後的第二個戲劇獎項；憑《生死界》獲得第十二屆香港舞台劇獎最佳女主角 (悲劇／正劇)；同時，蘇於《新傾城之戀》中成功演繹白流蘇一角，更贏得「最佳白流蘇」的美譽。此外，廚藝了得的她曾在無綫電視節目《美女廚房》中一展精湛的廚藝天份，在首輪比賽時更獲得評判一致滿分（10分×6位評判×2回合=120分），因而被冠以「美女廚神」之稱。此後更多次接拍飲食、煮食節目及出版烹飪書籍。2008年獲亞洲文化協會利希慎獎學金，獲資助到美國深造一年。2013年參演台慶劇《On Call 36小時II》；2016年參演民初倫理、懸疑電視劇《平安谷之詭谷傳說》。2017年11月為了探索新鮮感，於是不再續約無綫；並於2019年獲香港話劇團邀請，重新演繹由華人藝術家賴聲川編寫長約八小時的劇場史詩《如夢之夢》。
2017年，蘇玉華聯同張志偉、潘燦良成立Project Roundabout，為此三年計劃的召集人之一。期間演出作品 《謊言》（首演及重演）及《親親麗南》均大獲好評，並於2020年1月完成計劃目標；惟因2020年疫症重創各行各業，公開表演亦全部無限期押後，一眾工作者即時陷於失業狀態，原本已完成計劃的Project Roundabout因此再次啟動計劃並發公開信給同業，特別舉辦讀戲劇場《不日上演》，以暫解同業燃眉之急，所有票房和直播收入亦會全數用作支援業界。有鑑《不日上演》以簡約的讀劇方式回溯多個香港跨年代原創劇目，作品見證了聯結的力量，在2021年獲國際演藝評論家協會頒發「特別表揚獎」以示表揚及鼓勵。
2023年，蘇玉華憑電影《正義迴廊》入圍第41屆香港電影金像獎最佳女主角，是出道以來首次獲得影后提名。

## 演出作品

### 舞台劇
| 演出年份 | 劇名                                   |
| 1989年   | 常在我心間                             |
| 1989年   | 油脂                                   |
| 1989年   | 某一年的七月十四日                     |
| 1989年   | 沖上雲霄                               |
| 1990年   | 登龍有術                               |
| 1990年   | 天后 Tin Hau                           |
| 1990年   | 生觀音與瑪利亞                         |
| 1990年   | 光榮之旅                               |
| 1991年   | 伴我同行（重演）                       |
| 1991年   | 傅雷與傅聰                             |
| 1991年   | 欽差大臣                               |
| 1991年   | 神火                                   |
| 1991年   | 情有獨鍾                               |
| 1992年   | 百無禁忌                               |
| 1992年   | 我和春天有個約會（香港話劇團版本）     |
| 1992年   | 蝦碌戲班                               |
| 1992年   | 橫衝直撞偷錯情                         |
| 1992年   | 藍葉之屋                               |
| 1992年   | 蝴蝶君                                 |
| 1993年   | 蝴蝶君（重演）                         |
| 1993年   | 我和春天有個約會（重演）               |
| 1993年   | 李爾王                                 |
| 1993年   | 關漢卿                                 |
| 1993年   | 審判                                   |
| 1994年   | 莫札特之死                             |
| 1994年   | 芭巴拉少校                             |
| 1995年   | 我和春天有個約會（春天舞台版本）       |
| 1996年   | 播音情人                               |
| 1997年   | 南海十三郎（與謝君豪合演）             |
| 1997年   | 播音情人                               |
| 2000年   | 蝦碌戲班                               |
| 2002年   | 新傾城之戀                             |
| 2002年   | 生死界                                 |
| 2003年   | 寒江釣雪                               |
| 2005年   | 新傾城之戀2005                         |
| 2005年   | 你今日拯救咗地球未呀?（與林一峰合演）  |
| 2006年   | 新傾城之戀'06 傾情再遇（與梁家輝合演） |
| 2007年   | 暗戀桃花源香港版                       |
| 2007年   | 小男人週記                             |
| 2008年   | 改造情人                               |
| 2011年   | 重回凡間的凡人                         |
| 2012年   | 心洞                                   |
| 2012年   | 我和秋天有個約會                       |
| 2013年   | 我和春天有個約會（春天舞台重演版）     |
| 2013年   | 南海十三郎（重演版）                   |
| 2013年   | 十八樓C座                              |
| 2015年   | 金蘭姐妹                               |
| 2015年   | 胎內                                   |
| 2016年   | 狂揪夫妻（神戲劇場）                   |
| 2017年   | 塵上不囂                               |
| 2017年   | 謊言                                   |
| 2017年   | 小城風光                               |
| 2019年   | 親親麗南                               |
| 2019年   | 如夢之夢                               |
| 2021年   | 往大馬士革之路                         |
| 2024年   | 完美證供（獨腳戲）                     |

### 電視劇（無綫電視）
| 名稱                                 | 角色               | 性質       |
| ------------------------------------ | ------------------ | ---------- |
| 1994年                               |                    |            |
| 愛有明天                             | 李美娟             | 單元女主角 |
| 親恩情未了                           | 阮淑娟             | 第四女主角 |
| 1995年                               |                    |            |
| 刑事偵緝檔案                         | 容金枝（Gigi）     | 第二女主角 |
| 真情                                 | 陳詠琴             | 第三女主角 |
| O記實錄                              | 馬金玉（馬正妹）   | 單元女主角 |
| 神鵰俠侶                             | 公孫綠萼           | 單元女主角 |
| 刑事偵緝檔案II                       | 容金枝（Gigi）     | 第三女主角 |
| 1996年                               |                    |            |
| 殭屍福星                             | 丁小玉             | 第一女主角 |
| 地獄天使                             | 周芷珊             | 第二女主角 |
| 1998年                               |                    |            |
| 聊齋（貳）之鬼母痴兒                 | 湘 裙              | 單元女主角 |
| 聊齋（貳）之隔世追情                 | 薛錦瑟             | 單元女主角 |
| 西遊記（貳）                         | 雪 亮／東海皇后    | 特別演出   |
| 廉政行動1998之買路錢                 | 沈寶珊（Joanne）   | 單元女主角 |
| 外父唔怕做                           | 楊鎮男             | 第三女主角 |
| 1999年                               |                    |            |
| 反黑先鋒                             | 周年嬌             | 第三女主角 |
| 布袋和尚                             | 蓮 花／布袋尼姑    | 第三女主角 |
| 命轉情真                             | 徐淑娥             | 第三女主角 |
| 茶是故鄉濃                           | 宋霜華（少當家）   | 第二女主角 |
| 2000年                               |                    |            |
| 大囍之家                             | 謝淑美             | 第三女主角 |
| 2001年                               |                    |            |
| 錦繡良緣                             | 周夢嫻（大少奶）   | 第三女主角 |
| 廉政追擊之阿郎故事                   | 阿 燕              | 單元女主角 |
| 婚前昏後                             | 趙卓琳（Susan）    | 第三女主角 |
| 轉世驚情                             | 水芙蓉（芙蓉仙子） | 第三女主角 |
| 婚姻乏術                             | 溫婉柔（Rosenna）  | 第二女主角 |
| 2003年                               |                    |            |
| 衝上雲霄                             | 貝嘉露（Ruby）     | 女配角     |
| 富豪海灣非凡情緣之霓裳戀曲           | Fiona              | 單元女主角 |
| 2005年                               |                    |            |
| 奪命真夫                             | 殷 婷（Yen）       | 第一女主角 |
| 2006年                               |                    |            |
| 蓋世孖寶                             | 段丹鳳             | 第三女主角 |
| 潮爆大狀                             | 莊曉慧             | 第一女主角 |
| 男人之苦                             | 黃德蕎（Miss）     | 第一女主角 |
| 2007年                               |                    |            |
| 蘭花刼（海外首播，2017年翡翠台首播） | 炎沛湖（楊采瑤）   | 第一女主角 |
| 2008年                               |                    |            |
| 和味濃情                             | 高柔美（阿Me）     | 第一女主角 |
| 同事三分親                           | 黎龐如玉           | 特別演出   |
| 2009年                               |                    |            |
| 大冬瓜                               | 鍾碧玉／浣紗仙子   | 第一女主角 |
| 王老虎搶親                           | 武三娘             | 第一女主角 |
| 2013年                               |                    |            |
| On Call 36小時II                     | 孫曼月（Moon）     | 女配角     |
| 2014年                               |                    |            |
| 載得有情人                           | 饒毅昕（Anson）    | 第一女主角 |
| 2015年                               |                    |            |
| 梟雄                                 | 曹月蘭             | 第二女主角 |
| 2018年                               |                    |            |
| 平安谷之詭谷傳說                     | 宋鳴鳳             | 第一女主角 |

### 電視劇（香港電台）
- 1997年: 《裁決．法門》 第十八集 《長廊》 飾 Stella凌
- 2003年：《快樂工程》節目主持
- 2003年：《寫意空間：過平常日子 - 李歐梵、李玉瑩》（页面存档备份，存于） 飾 李玉瑩
- 2014年：《我的家庭醫生》 飾 蘇惜
- 2021年：《鏗鏘說》節目主持

### 電影
- 1994年：《播種情人》 飾 炭頭妹
- 1994年：《我和春天有個約會》 飾 鳳萍
- 1994年：《伴我同行》 飾 程文清（程文輝姊姊）
- 1995年：《九紋龍的謊言》 飾 九紋龍前妻（客串）
- 1995年：《人間有情》 飾 梁美嬌
- 1995年：《偷錯隔牆花》 飾 莫潔貞
- 1997年：《南海十三郎》 飾 梅仙/江少儀
- 2001年：《窗外閃爍的音符》 飾 大雄妻子
- 2005年：《天地孩兒》 飾 張麗斯
- 2007年：《心想事成》 飾 鄭菜
- 2018年：《一家大晒》 飾 吳德嫻
- 2022年：《正義迴廊》 飾 游嘉莉
- 2025年：《不赦之罪》 飾 梁師母

### 廣播劇
- 2009年：最好的時光 飾 余傲芝（壯年）
- 2015年：香港電台《伴我成長》第三集：淚如鐵（页面存档备份，存于） 飾 嘉敏媽媽

### 綜藝節目（無綫電視）
- 1995年：三峽狀元爭霸戰（嘉賓）
- 1995年：萬顆善心耀志蓮（演出）
- 1995年：歡樂滿東華（演出）
- 1996年：共創平等新紀元（演出）
- 1996年：廣告大贏家（嘉賓）
- 1997年：真情萬分大派對（嘉賓）
- 1998年：無綫超經典要賽（嘉賓）
- 1999年：驚天動地獎門人（嘉賓）
- 1999年：永安旅遊話你知：點解日本咁好玩
- 1999年：愛心無限獻再生（演出）
- 2000年：智尊打吡賽（嘉賓）
- 2000年：宇宙無敵獎門人（嘉賓）
- 2000年：強積金全力以『付』智激戰（嘉賓）
- 2001年：康泰最緊要好玩 北歐好玩全攻略
- 2001年：康泰最緊要好玩 東歐好玩全攻略
- 2001年：康泰最緊要好玩 玩盡絲路新境界
- 2001年：星晨旅遊山東真的感受
- 2001年：公益開心大富翁（嘉賓）
- 2001年：好客香港攞滿FUN（嘉賓）
- 2002年：智在必得（第一輯嘉賓）
- 2002年：一觸即發（嘉賓）
- 2002年：星晨旅遊上海、杭州真程趣
- 2003年：智在必得（第二輯嘉賓）
- 2003年：橫掃千金（嘉賓）
- 2003年：中華狀元紅（嘉賓）
- 2004年：繼續無敵獎門人（嘉賓）
- 2005年：百法百眾（嘉賓）
- 2006年：美女廚房（嘉賓）
- 2006年：15/16（嘉賓）
- 2006年：天賜良源（第三輯）
- 2007年：問題娛樂圈（嘉賓）
- 2007年：遊戲天王（嘉賓）
- 2007年：味分高下（嘉賓）
- 2007年：歡樂滿東華（演出）
- 2008年：蔡瀾歎名菜
- 2008年：好友移城（嘉賓）
- 2010年：頤和園華麗背後
- 2010年：名人廚房
- 2010年：和味蘇
- 2010年：更上一層樓（嘉賓）
- 2011年：感動時刻
- 2011年：大廚出馬（第2輯）（嘉賓）
- 2011年：千奇百趣省港澳（嘉賓）
- 2011年：May姐有請（第一輯嘉賓）
- 2012年：盛女愛作戰（旁白）
- 2013年：玩嘢王（嘉賓）
- 2014年：燭光晚餐（嘉賓）
- 2014年：真情真我李英愛（旁白）
- 2015年：活得健康嗎？（嘉賓）
- 2017年：吾淑吾食澳洲篇（嘉賓）

### 音樂錄像
- 2018年：黎瑞恩《剩下光年》

## 奬項及提名
| 年份 | 頒獎典禮                         | 獎項                                    | 劇集／作品           | 角色   | 結果 |
| ---- | -------------------------------- | --------------------------------------- | -------------------- | ------ | ---- |
| 1991 | 不適用                           | 香港演藝學院傑出女演員獎                | 《天后》 / 《神火》  |        | 獲獎 |
| 1993 | 第2屆香港舞台劇獎                | 最佳女配角 (喜劇/ 鬧劇)                 | 《蝦碌戲班》         |        | 獲獎 |
| 1993 | 第2屆香港舞台劇獎                | 最佳女配角 (悲劇/ 正劇)                 | 《我和春天有個約會》 | 鳳萍   | 提名 |
| 1994 | 第3屆香港舞台劇獎                | 最佳女配角 (悲劇/ 正劇)                 | 《南海十三郎》       | 梅仙   | 提名 |
| 2003 | 第12屆香港舞台劇獎               | 最佳女主角 (悲劇/正劇)                  | 《生死界》           |        | 獲獎 |
| 2005 | 贊助商大獎                       | 瑞士 SUISSE REBORN 活膚再生美肌藝人大獎 | 不適用               | 不適用 | 獲獎 |
| 2005 | 演藝家年獎                       | 我最喜愛舞台劇演員（金獎）              | 不適用               | 不適用 | 獲獎 |
| 2007 | 2007年度壹電視大獎               | 十大電視藝人 - 第五位                   | 不適用               | 不適用 | 獲獎 |
| 2013 | 健康壹大獎2013                   | 十大健康之星                            | 不適用               | 不適用 | 獲獎 |
| 2013 | 第22屆香港舞台劇獎               | 最佳女主角 (悲劇/正劇)                  | 《心洞》             | Becca  | 提名 |
| 2015 | TVB 馬來西亞星光薈萃頒獎典禮2015 | 最喜愛TVB電視角色                       | 《梟雄》             | 曹月蘭 | 提名 |
| 2015 | 萬千星輝頒獎典禮2015             | 最佳女主角                              | 《梟雄》             | 曹月蘭 | 提名 |
| 2015 | 萬千星輝頒獎典禮2015             | 最受歡迎電視女角色                      | 《梟雄》             | 曹月蘭 | 提名 |
| 2018 | 第27屆香港舞台劇獎               | 最佳女主角 (悲劇/正劇)                  | 《塵上不囂》         | 周海蓉 | 提名 |
| 2018 | 萬千星輝頒獎典禮2018             | 最佳女主角                              | 《平安谷之詭谷傳說》 | 宋鳴鳳 | 提名 |
| 2018 | 萬千星輝頒獎典禮2018             | 新加坡最喜愛TVB女主角                   | 《平安谷之詭谷傳說》 | 宋鳴鳳 | 提名 |
| 2018 | 萬千星輝頒獎典禮2018             | 馬來西亞最喜愛TVB女主角                 | 《平安谷之詭谷傳說》 | 宋鳴鳳 | 提名 |
| 2023 | 全票民選電影大獎                 | 最佳女主角                              | 《正義迴廊》         | 游嘉莉 | 獲獎 |
| 2023 | 第41屆香港電影金像獎             | 最佳女主角                              | 《正義迴廊》         | 游嘉莉 | 提名 |
| 2025 | 第33屆香港舞台劇獎               | 最佳女主角 (悲劇/正劇)                  | 《完美證供》         | Tessa  | 獲獎 |

## 無綫月曆
- 2014年 - 12月 -馬術 郭少芸、馬德鐘、姚子羚、郭羨妮、江美儀、林夏薇、馬國明
- 2015年 - 封面

## 書籍著作
- 2006年12月：《美味舞台》 海濱圖書公司出版　ISBN 9789882024328

## 外部連結
- 蘇玉華官方網頁 Louisa Square（页面存档备份，存于）
- SO Yuk-wa, Louisa 蘇玉華的Facebook專頁
- 蘇玉華在互联网电影资料库（IMDb）上的資料（英文）（英文）
- 蘇玉華在香港影庫上的簡介
- 蘇玉華在豆瓣上的资料（简体中文）
- 蘇玉華在时光网上的簡介（简体中文）